# Bankhaus Carl F. Plump & CO

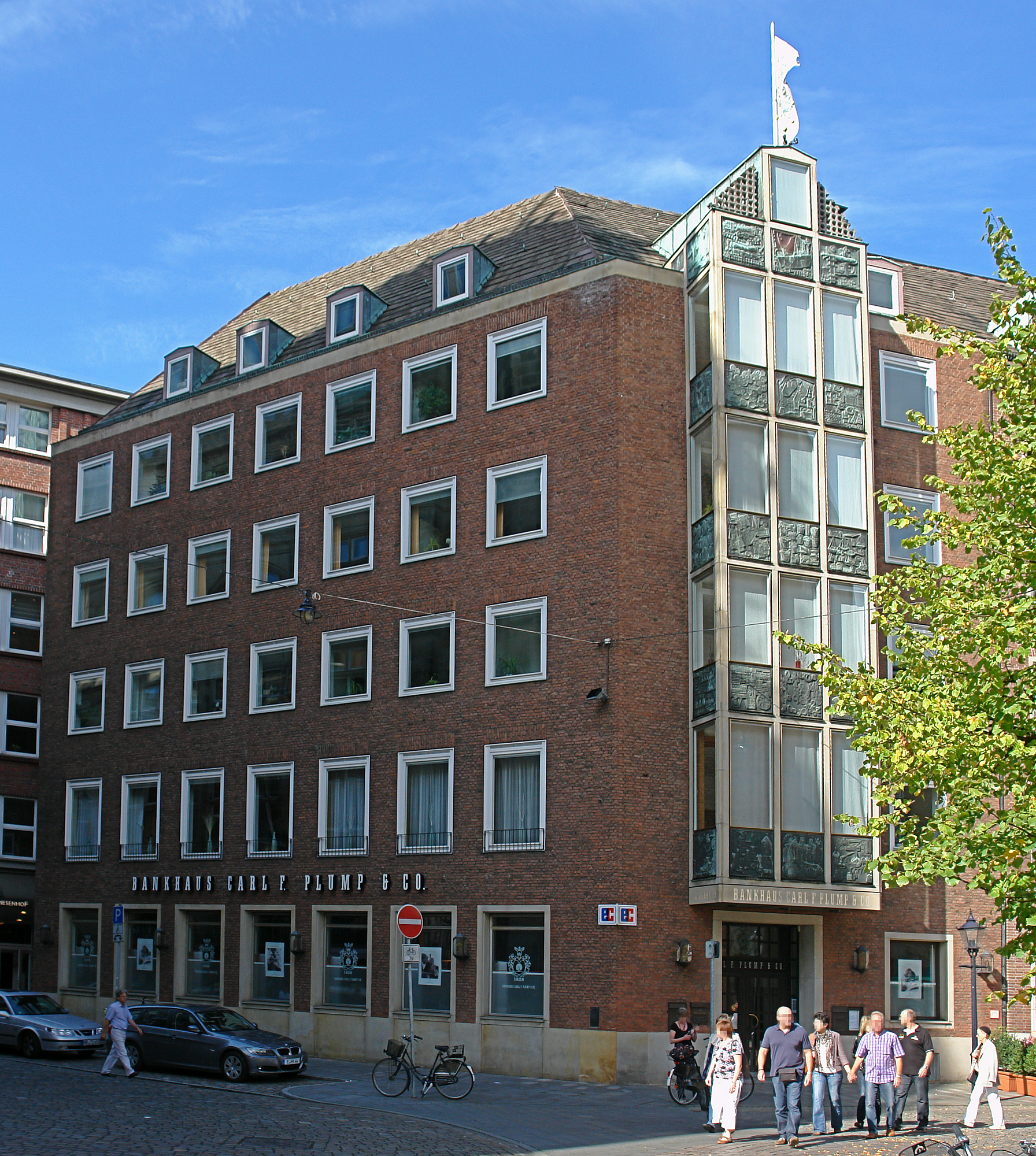
Bankhaus Carl F. Plump & Co., Bremen, Am Markt 19

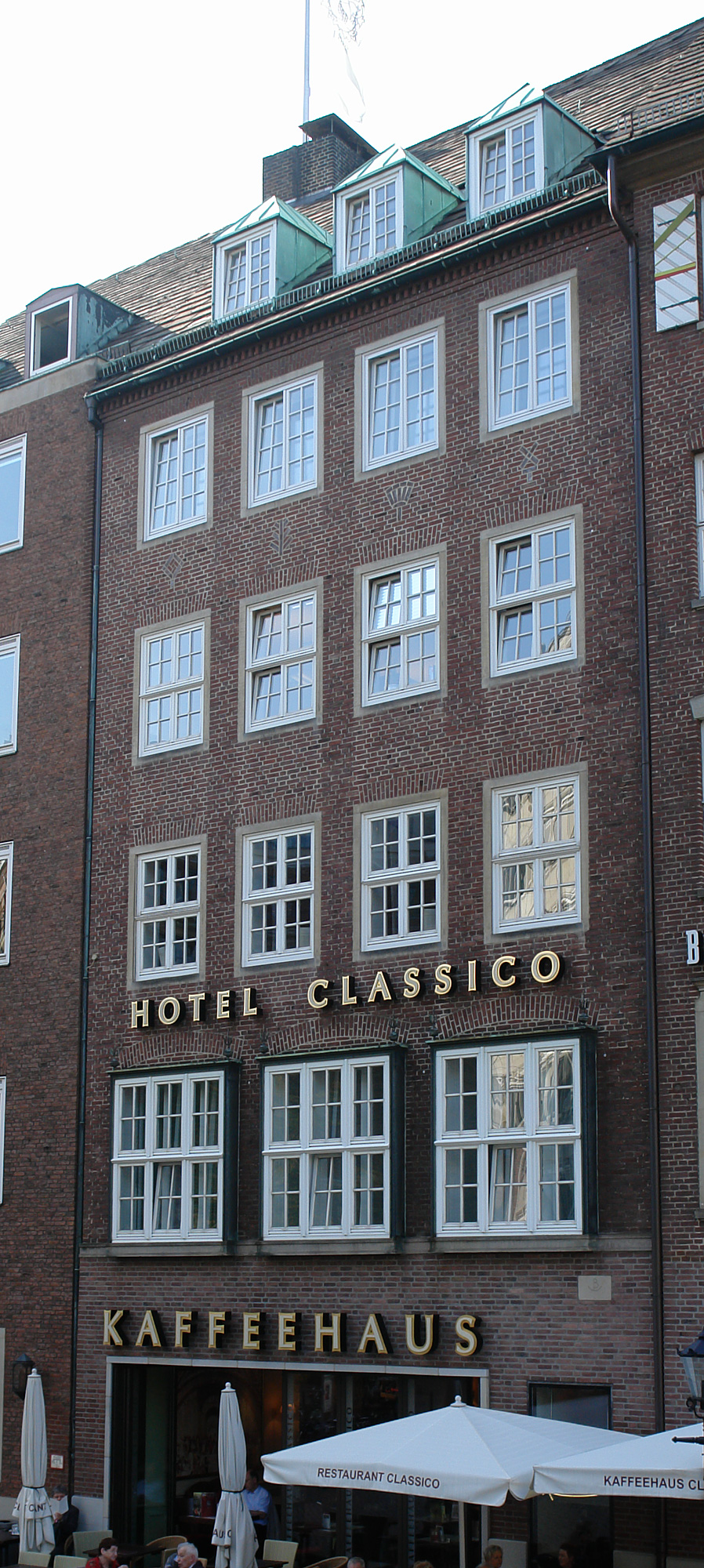
Eduscho-Haus Am Markt 18

Bankhaus Carl F. Plump & CO war eine Marke und Zweigniederlassung des Hamburger Privatbankiers M.M.Warburg & CO. Das 1828 gegründete Bankhaus war als Aktiengesellschaft bis 2016 die älteste Privatbank in Bremen. 2016 erfolgte die Verschmelzung des Bankhauses mit der Muttergesellschaft. Die Zweigniederlassung wurde zum 31. Dezember 2019 aufgehoben.

## Geschichte
Am 6. November 1817 gab Johannes Rösing (1793–1862) in den Bremer Wöchentlichen Nachrichten die Eröffnung seines Comptoirs in der Langenstraße Nr. 103 bekannt. Sein Betätigungsfeld war der Export von Leinen. Als 1828 der Bruder seiner Frau Elisabeth, Carl Ferdinand Plump, Rösings Partner wurde, markierte dies die Geburtsstunde von Rösing & Plump, dem Ursprung des heutigen Bankhauses Carl F. Plump & CO. Seit der Gründung des Bankhauses 1828 bis 1900 und zwischen 1955 und 1991 war die Bremer Familie Plump an der Bank beteiligt.
Einem starken Rückgang des Leinenexports um 1830 folgte eine Neugewichtung der Tätigkeitsgebiete von Rösing & Plump. 1839 fand sich im Bremer Adressbuch der Eintrag: „Linnenhandlung und Wechselgeschäft“. Rösing & Plump konzentrierten sich fortan in zunehmendem Maße auf das Bankgewerbe. Es bestanden Bankverbindungen zu Rothschild in Paris und Frankfurt am Main. Rösing & Plump entwickelten sich zur Geschäftsbank mit Waren- und Wechseldiskontgeschäften. Nach dem Ausscheiden von Johannes Rösing 1839 konzentrierte man sich ausschließlich auf das Wechselgeschäft. Kredite an die Stadt Bremen und Beteiligungen an Großunternehmen waren wichtige Aufgaben. 1857 war die Bank unter den ersten Aktionären des gegründeten Norddeutschen Lloyds. 1872 war sie Mitbegründerin der Bremer Baumwollbörse.
Nach dem Zweiten Weltkrieg war Baumwolle ein dringend benötigter Rohstoff, so dass die Bank sich wieder im Baumwolle-Import betätigte. Der Auslandshandel bildete einen unternehmerischen Schwerpunkt. Nach der Währungsreform gewannen die Kreditvergabe an kleine und mittelständische Firmen und auch das Privatkundengeschäft zunehmend an Gewicht.
1953 schied Friedrich Roggemann aus und Carl Eduard Meyer starb. Ihre Söhne Ernst-Gerhard Roggemann und Kurt Meyer übernahmen die Führung. 1953 wurde das Bankhaus Carl F. Plump & Co. zur Universalbank. Erstmals wurden Kommanditisten aufgenommen, die nicht aus Bremen stammten: die Privatbanken Delbrück, Münchmeyer und Sal. Oppenheim hielten ihre Anteile bis 1974. Zwischen 1974 und 1991 hielt die Sparkasse Bremen bis zu 100 % der Anteile am Bankhaus.

## Jüngste Vergangenheit
1999 übernahm das Privatbankhaus M.M.Warburg & CO (AG & Co.) KGaA aus Hamburg 51 Prozent der Anteile. Zwischen 2008 und 2016 war Christian Plump Mitglied des Aufsichtsrats der Bank und wirkte als Vertreter der namensgebenden Familie an der Restrukturierung von Carl F. Plump & CO mit. Zwischen 2008 und Oktober 2017 hatte das Bankhaus in Oldenburg eine Repräsentanz. Seit 2011 befand sich das Bankhaus im vollständigen Besitz der M.M.Warburg & CO (AG & Co.) KGaA. Am 29. Dezember 2011 wurde das Bankhaus Carl F. Plump & CO in eine Aktiengesellschaft umgewandelt. 2016 erfolgte die Verschmelzung des Bankhauses Carl F. Plump & CO mit der Muttergesellschaft. Es firmierte zuletzt als Zweigniederlassung der M.M.Warburg & CO, welche die Zweigniederlassung zum 31. Dezember 2019 geschlossen hat. Die Liegenschaften werden weiterhin unterhalten.
Die Kernkompetenzen des Hauses waren die generationsübergreifende Anlageberatung und Vermögensverwaltung für vermögende Privatpersonen, -familien und Unternehmer sowie das Financial Planning. Darüber hinaus ist es im Stiftungsmanagement tätig und berät generationsübergreifend Firmenkunden.

## Bankgebäude
Die Bank befand sich im Gebäude Am Markt 19 am Bremer Marktplatz.
Das fünfgeschossige Geschäftshaus entstand 1960 nach Plänen des Architekten Gerhard Müller-Menckens. Die Bildhauerin Renate Albers modellierte die Wappensteine über dem Türsturz.
Das anliegende fünfgeschossige rotsteinsichtige Geschäftshaus Am Markt 18 wurde als Eduscho-Haus von 1952/53 nach Plänen des Architekten Arthur Bothe gebaut.
Beide Gebäude wurden 1973 als Bremer Denkmal unter Schutz gestellt und sind seitdem in die Liste der Kulturdenkmäler in Bremen-Mitte aufgenommen.